# The Zu Side of the Chadbourne
The Zu Side Of The Chadbourne  — другий альбом італійського гурту Zu, разом з трубачем Роєм Пакі та Юджином Чадборном на гітарі.
Назви пісень - очевидні пародії відомих рок-пісень, таких як Lucy in the Sky with Diamonds або Stairway to Heaven. Перша пісня є триб'ютом Джону Колтрейну, а остання Альберту Ейлеру.

## Трек— лист
1. Cosmos – 5:16
2. Chadbourne In The Sky With Diamonds – 7:08
3. Somewhere Over The Chadbourne – 1:38
4. Porgy and Chadbourne – 6:47
5. Holiday in Chadbournia – 1:10
6. Ascenseur pour the Chadbourne – 5:00
7. In a Gadda Na Chadbourne – 7:47
8. O' Chadbourne mio! – 1:49
9. House of The Raising Chadbourne – 4:05
10. Stairway to Chadbourne – 1:53
11. For Those About to Chadbourne – 2:21
12. Everybody Needs a Chadbourne (To Love) – 1:13
13. Spirits – 5:17